# Georges Wolinski
Georges Wolinski (Túnis, 28 de junho de 1934 — Paris, 7 de janeiro de 2015) foi um cartunista e escritor de quadrinhos francês. Foi assassinado no massacre do Charlie Hebdo, um ataque terrorista ocorrido em 7 de janeiro de 2015 em Paris.

## Biografia
Depois de descontinuar seus estudos de arquitetura em Paris, Georges Wolinski tornou-se cartunista em 1960, contribuindo com cartuns eróticos e políticos, além de tirinhas cômicas na revista mensal Hara-Kiri.
Durante a revolta dos estudantes de maio de 1968, Wolinski foi co-fundador da revista de sátira L'Enragé com Siné.
No início da década de 1970 Wolinski participou com o quadrinista Georges Pichard na criação de Paulette, que apareceu em Charlie Mensuel e provocou reações na França durante sua publicação.
O trabalho de Wolinski pode ser visto diariamente no jornal Libération, semanalmente no Paris-Match, L'Écho des savanes e Charlie Hebdo.
Georges Wolinski foi assassinado por radicais islamistas em 7 de janeiro de 2015 na redação do jornal Charlie Hebdo durante um ataque terrorista. No mesmo ataque, morreram outros importantes cartunistas como Cabu, Charb, Tignous e Honoré.

## Albuns
- Histoires lamentables, 1965

- Ils ne pensent qu'à ça, 1967
- Je ne veux pas mourir idiot, 1968
- Hit parade, 1969
- Je ne pense qu'à ça ! (3 volumes, 1969 a 1972)
- Il n'y a pas que la politique dans la vie... (1970)
- La Vie compliquée de Georges le tueur (1970)
- Paulette (7 volumes, 1971 - 1984 ; desenhos de Georges Pichard)
  - Paulette, volume 1, 1971
  - Paulette, volume 2, 1972
  - Le mariage de Paulette, Le Square, 1974
  - Paulette en Amazonie, Le Square, 1975
  - Ras-le-bol-ville, Le Square, 1975
  - Le cirque des femmes, Le Square, 1977
  - Les Pensées, Le Square, 1981
  - Paulette, Dargaud, 1984
- On ne connait pas notre bonheur (1972)
- C'est pas normal (1973
- Il ne faut pas rêver (1974)
- Les Français me font rire (1975)
- Giscard n'est pas drôle (1976)
- C'est dur d'être patron (1977)
- Cactus Joe (1977)
- Wolinski dans l'Huma (3 volumes, 1977 à 1980)
- Dessins dans l'air (1979)
- J'étais un sale phallocrate (1979)
- Mon corps est à elles (1979)
- La Reine des pommes (1979 ; segundo o romance de Chester Himes)
- Dessins dans l’air (1979)
- À bas l'amour copain ! (1980)
- Ah, la crise ! (1981)
- Carnets de croquis 1965-1966 (1981)
- Les Pensées (1981)
- La Divine sieste de papa (2 albuns, 1981 et 1987, scénario avec Maryse Wolinski)
- Les Romans photos du professeur Choron (1981, co-scénariste)
- Tout est politique (1981)
- À gauche, toute ! (1982)
- La Bague au doigt (1982)
- ’Junior (1983)
- Aïe ! (1984)
- On a gagné! (1985)
- Tu m'aimes? (1985)
- Je cohabite ! (1986)
- Le Programme de la Droite (1986)
- Bonne Année (1987)
- Gaston la bite (1987)
- Il n'y a plus d'hommes ! (1988)
- Plus on en parle ... (1989)
- Tout va trop vite! (1990)
- Elles ne pensent qu'à ça ! (1991)
- J’hallucine ! (1981)
- Les Socialos (1991)
- Vous en êtes encore là, vous ? (1992)
- La Morale (1992)
- Le Bal des ringards (1993)
- Dis-moi que tu m'aimes ! (1993)
- Les Cocos (1994)
- Enfin, des vrais hommes ! (1994)
- Scoopette (1994)
- Il n'y a plus de valeurs ! (1995)
- Nous sommes en train de nous en sortir (1995)
- Sacré Mitterrand! (1996)
- Sexuellement correct ! (1996)
- Viva Chiapas (1996)
- Cause toujours! (1997)
- Fais-moi plaisir (1997)
- Monsieur Paul à Cuba (1998)
- Trop beau pour être vrai ! (1998)
- Pauvres chéries ! (1999)
- Sales gosses (1999)
- Brèves sucrées et salées de salons de thé (2000)
- Salut les filles ! (2000)
- Mes aveux (2000)
- Le Sens de l'humour (2000)
- Je montre tout ! (2001)
- Pauvres mecs ! (2001)
- Tout est bon dans l'homme (2001)
- Les Droits de la femme (et de l’homme) (2002)
- Le Meilleur de Wolinski (2002)
- Les Secrets d'un couple heureux (2003)
- Demain, il fera jour (2004)
- Une vie compliquée (2004)
- C'est la faute à la société (2006)
- Carnets de voyage (2006)
- La Success story du président (2006)
- Bonne fête Nicolas (2007)
- Merci Hannukah Harry (2007 ; scénario : Pierre-Philippe Barkats)
- La France se tâte (2008)
- Les Femmes sont des hommes comme les autres (2009)
- Pitié pour Wolinski (2010)
- La Sexualité des français (2010)
- Vive la france ! (2013)
- Les Village des femmes (2014)

## Prémios e condecoração
- 1998 : Prémio Internacional de humor de Gat Perich

- 2005: Festival Internacional de banda desenhada de Angoulême, Grand Prix de la ville d'Angoulême
- 2005 : Condecoração : Oficial da Ordem Nacional da Legião de Honra da França (em francês: Ordre National de la Légion d'Honneur)